# Repubblicanesimo in Spagna

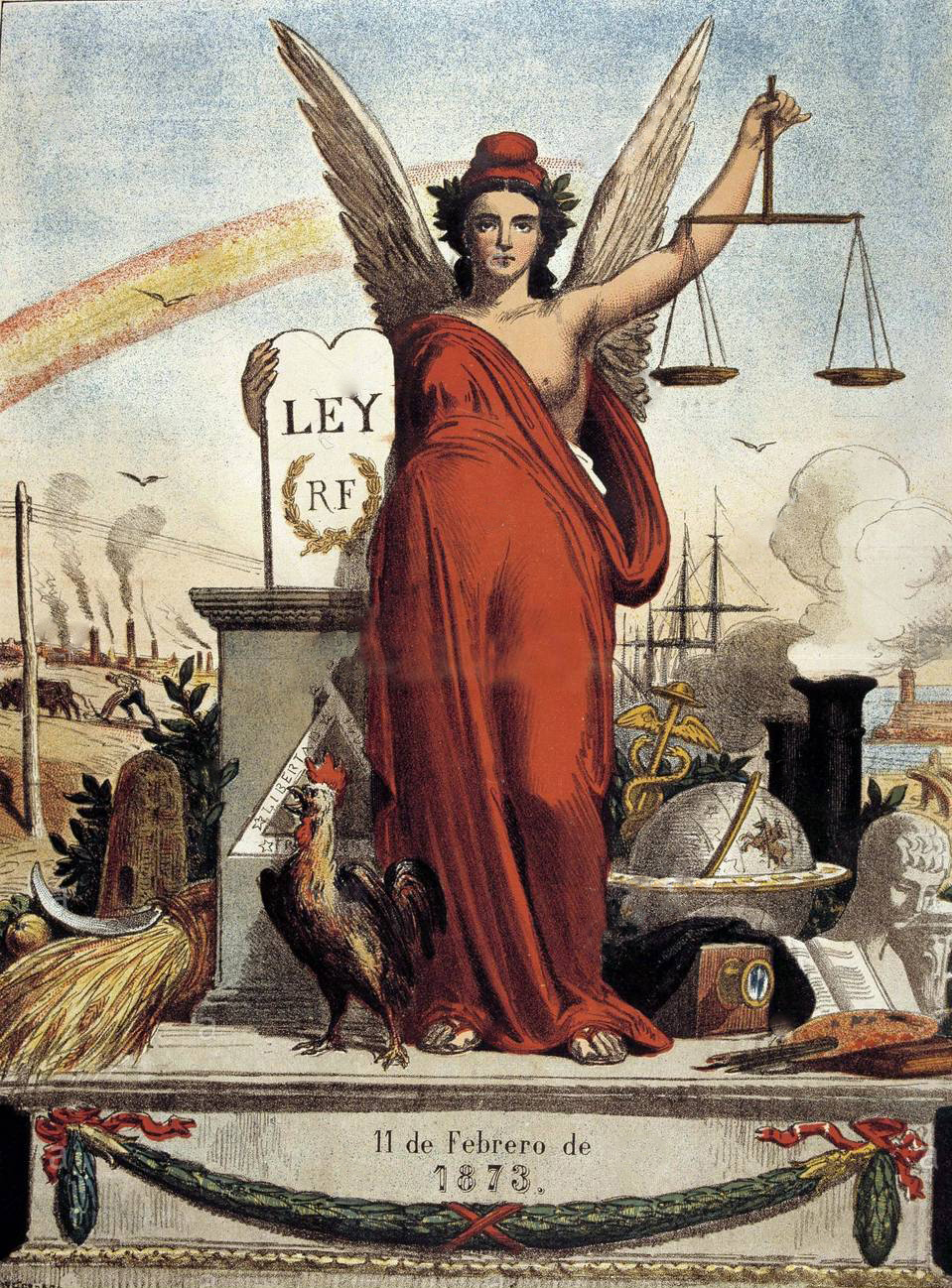
Allegoria della Prima Repubblica spagnola (1873)

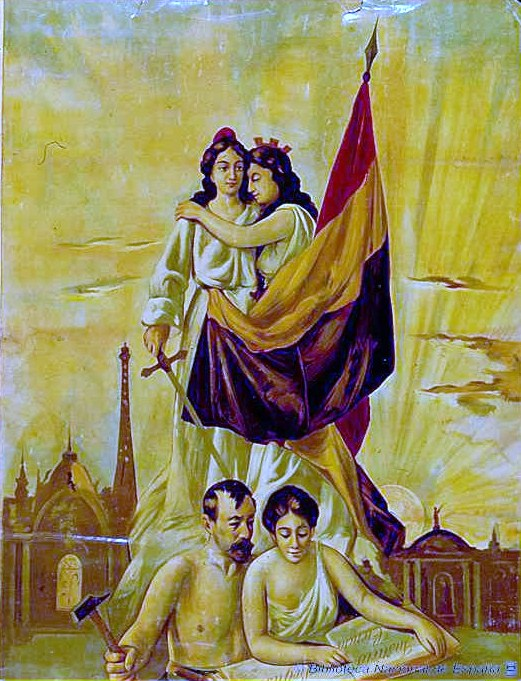
Allegoria della Seconda Repubblica spagnola insieme a quella della Repubblica francese

Il repubblicanesimo in Spagna è una posizione politica e un movimento che sostiene che il sistema di governo spagnolo (attualmente una monarchia) dovrebbe essere una repubblica.
Nel Regno di Spagna esiste una tendenza persistente del pensiero repubblicano, in particolare nel corso dei secoli XIX, XX e XXI, che si è manifestata in diversi partiti e movimenti politici durante l'intero corso della storia della Spagna. Mentre questi movimenti hanno condiviso l'obiettivo di istituire una repubblica, durante questi tre secoli sono sorte diverse scuole di pensiero sulla forma che i repubblicani vorrebbero dare allo Stato spagnolo: unitario o federale.
Nonostante le scuole di movimenti repubblicani di lunga durata del paese, il governo spagnolo è stato organizzato come repubblica durante solo due brevissimi periodi della sua storia, che hanno totalizzato meno di 10 anni di governo repubblicano. La Prima Repubblica spagnola è durata dal febbraio 1873 al dicembre 1874 e la Seconda Repubblica spagnola è durata dall'aprile 1931 all'aprile 1939.
Attualmente ci sono movimenti e partiti politici in tutto lo spettro politico che sostengono una Terza Repubblica spagnola. Nonostante goda di un più ampio sostegno all'interno del campo politico di sinistra, ci sono anche partiti liberali, di destra e nazionalisti che sposano posizioni repubblicane.

## Storia

### Origini, Prima Repubblica e Restaurazione borbonica
Le radici del repubblicanesimo spagnolo sono nate dal pensiero liberale sulla scia della rivoluzione francese. Le prime manifestazioni del repubblicanesimo si verificarono durante la guerra d'indipendenza spagnola (o "guerra peninsulare", 1808-1814), in cui la Spagna e le regioni vicine combatterono per l'indipendenza da Napoleone. Durante il regno di Ferdinando VII (1813-1833) vi furono numerosi pronunce militari liberali, ma fu solo durante il regno di Isabella II (1833-1868) che apparvero i primi movimenti repubblicani e anti-monarchici.

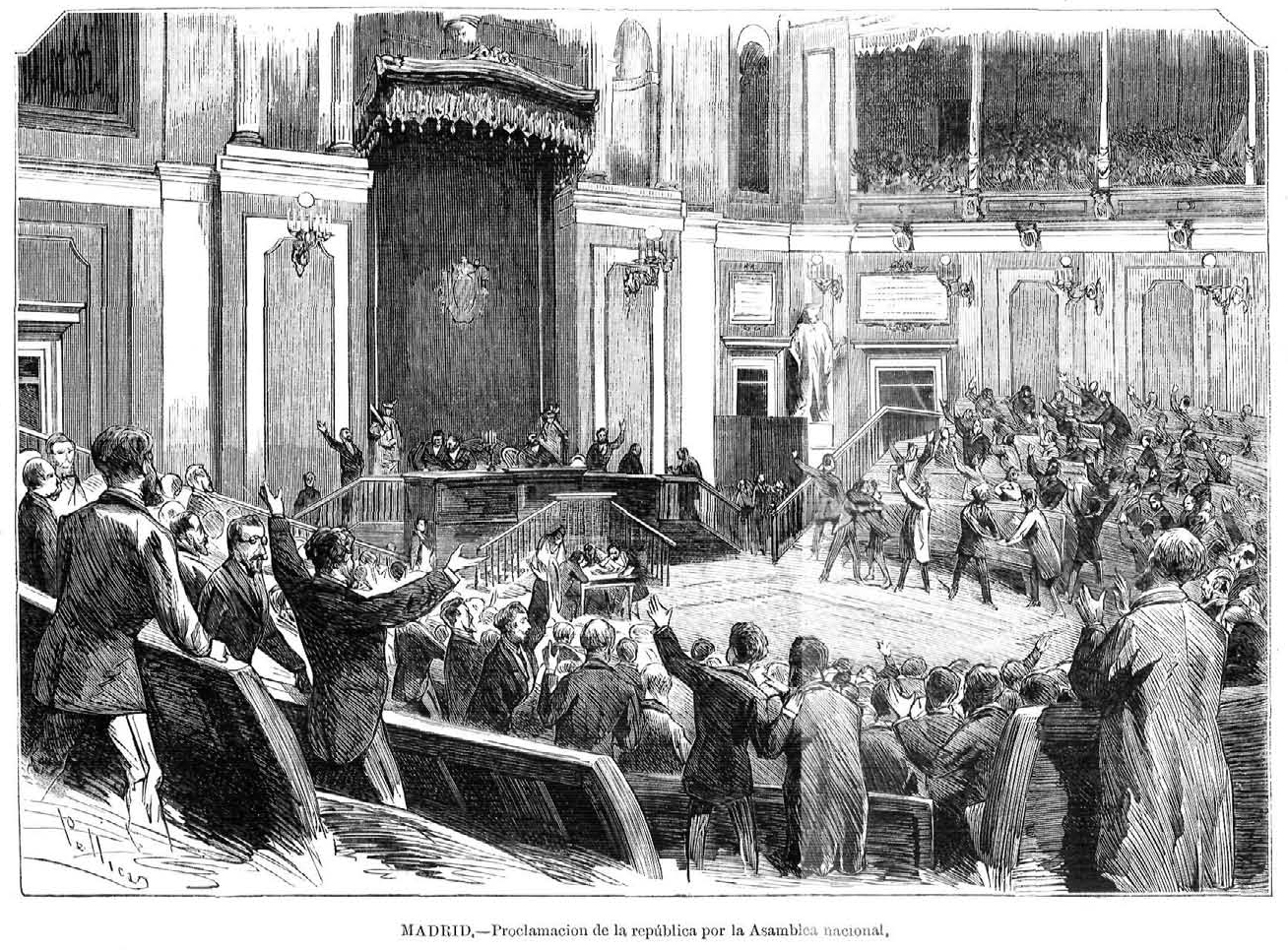
Proclamazione della Prima Repubblica da parte dell'Assemblea Nazionale

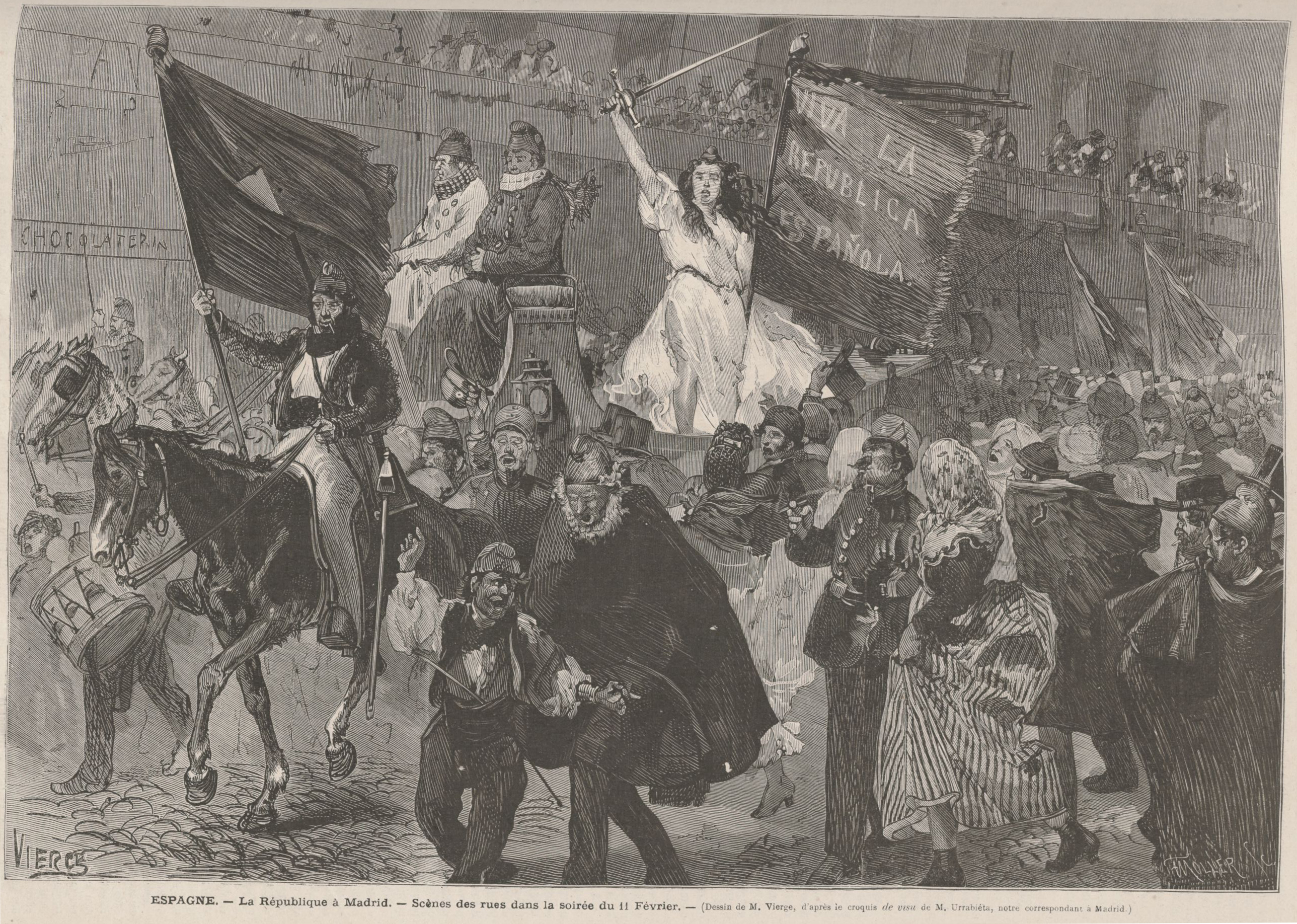
Proclamazione della Repubblica nelle strade di Madrid, di Vierge in Le Monde Illustré.

Il repubblicanesimo federalista, emerso negli anni 1850 e 1860, ebbe una figura chiave nella persona di Roque Barcia Martí.
La rivoluzione spagnola del 1868 (detta "Gloriosa Rivoluzione") rovesciò Isabella II, ma le Cortes (parlamento spagnolo) elette nel 1869, votarono a favore di una monarchia costituzionale liberale. Seguì una ricerca per un nuovo re tra diverse corti reali europee e fu scelto il principe italiano Amedeo di Savoia, figlio del re d'Italia Vittorio Emanuele II. Ma la Spagna era in un periodo di profonda instabilità: i monarchici assolutisti del movimento carlista avevano iniziato una guerra contro la direzione progressista del paese; ci furono disordini coloniali nella Cuba spagnola durante la guerra dei dieci anni; e la monarchia moderata-liberale fu opposta da tutte le parti, dai repubblicani alla sua sinistra, e dalla sua destra da gran parte dell'aristocrazia, della Chiesa cattolica e del popolo spagnolo. Di conseguenza il re Amedeo abdicò l'11 febbraio 1873.
Lo stesso giorno del 1873, le Cortes proclamarono la Prima Repubblica spagnola.
Tuttavia, la Repubblica cadde vittima delle stesse instabilità provocate dalle guerre in corso e dalla divisione tra i repubblicani. La maggior parte dei repubblicani erano federalisti e quindi sostenevano la formazione di una repubblica democratica federale, ma c'era anche una corrente repubblicana unitaria. Inoltre, all'interno dei Federalisti c'era un settore intransigente pro-confederazione che fu infuriato e successivamente annullato dalla Rivoluzione Cantonale del 1873. La complicata situazione politica è dimostrata dal fatto che in soli undici mesi ci furono quattro presidenti della Repubblica: Francesc Pi i Margall, Estanislao Figueras, Nicolás Salmerón ed Emilio Castelar (l'unico presidente non federalista).
Il 3 gennaio 1874, il generale Manuel Pavía guidò un colpo di Stato che istituì una dittatura repubblicana unitaria conservatrice sotto il comando del generale Francisco Serrano y Domínguez. La dittatura fu a sua volta estromessa dal pronunciamento del 29 dicembre 1874, in cui il generale di brigata Arsenio Martínez Campos dichiarò la Restaurazione borbonica e Alfonso XII salì al trono.

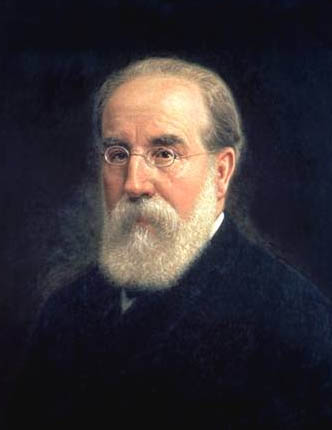
Francesc Pi i Margall, capo dei repubblicani federali che hanno garantito una "repubblica federale pattista, l'incorporazione delle masse nella politica e nella riforma sociale".

Dopo la Restaurazione, comparvero nuovamente diversi partiti repubblicani, ad esempio il Partito Democratico di Castelar - dopo il Partito Democratico Possibilista (PDP) - e il Partito Progressista Democratico di Cristino Martos. Tuttavia questi partiti, immersi in un sistema di disparità di suffragio, tra il 1878 e il 1890, non furono in grado di competere con i grandi partiti dinastici: il Partito Liberal-Conservatore di Antonio Cánovas del Castillo e il Partito Liberale Unito di Práxedes Mateo Sagasta. Successivamente Francesc Pi formò il Partito Repubblicano Democratico Federale (PRDF), Manuel Ruiz Zorrilla, José María Esquerdo crearono il Partito Repubblicano Progressista (PRP) e Nicolás Salmerón fondò il Partito Repubblicano Centralista (RPC). Questi partiti contribuirono al parlamento spagnolo con una serie diversificata di deputati repubblicani indipendenti.

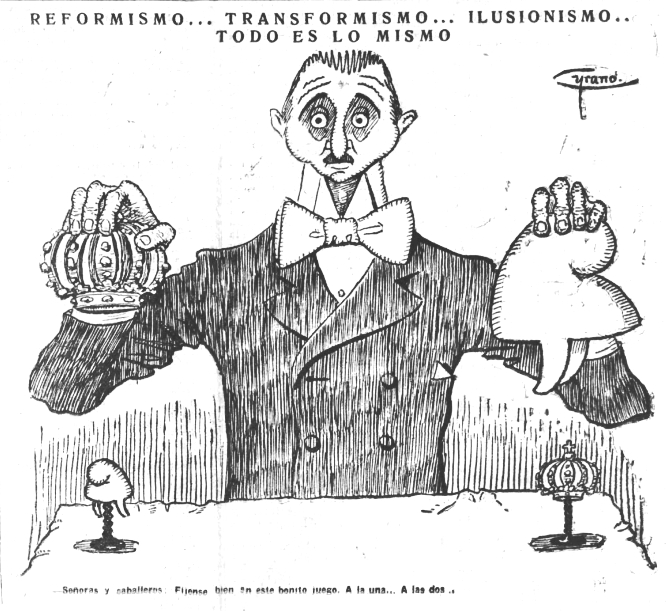
Riformismo... Trasformismo... Illusionismo... È tutto uguale.. Vignetta del 1917 che rappresenta l'ambiguità calcolata di Melquíades Álvarez sulla questione della monarchia contro la repubblica.

Le fazioni del PDP e del PRP si ramificarono e fusero per formare il Partito Repubblicano Nazionale. Nel 1898 fu fondata la Fusione Repubblicana e nel 1903 la creazione del Partito Repubblicano dell'Unione tentò di rappresentare e fondere tutti i flussi del pensiero repubblicano. Tuttavia, due partiti si separano dall'Unione repubblicana: il Partito Repubblicano Radicale di Alejandro Lerroux e il Partito di Unione Repubblicana Autonomista di Vicente Blasco. In quel periodo apparve il catalano Centro Nacionalista Republicà (CNR). A seguito degli atti della Settimana Tragica a Barcellona nel 1909, i partiti repubblicani e il Partito Socialista Operaio Spagnolo ("PSOE" in spagnolo) si unirono per formare la Congiunzione Repubblicano-Socialista, mentre i settori catalani della repubblicana Unione, CNR e PRDF formarono l'Unione Federale Nazionalista Repubblicana. Successivamente Melquíades Álvarez si separò dalla Congiunzione Repubblicano-Socialista per formare il Partito Riformista.

### Primo de Rivera, la Seconda Repubblica e la Spagna franchista

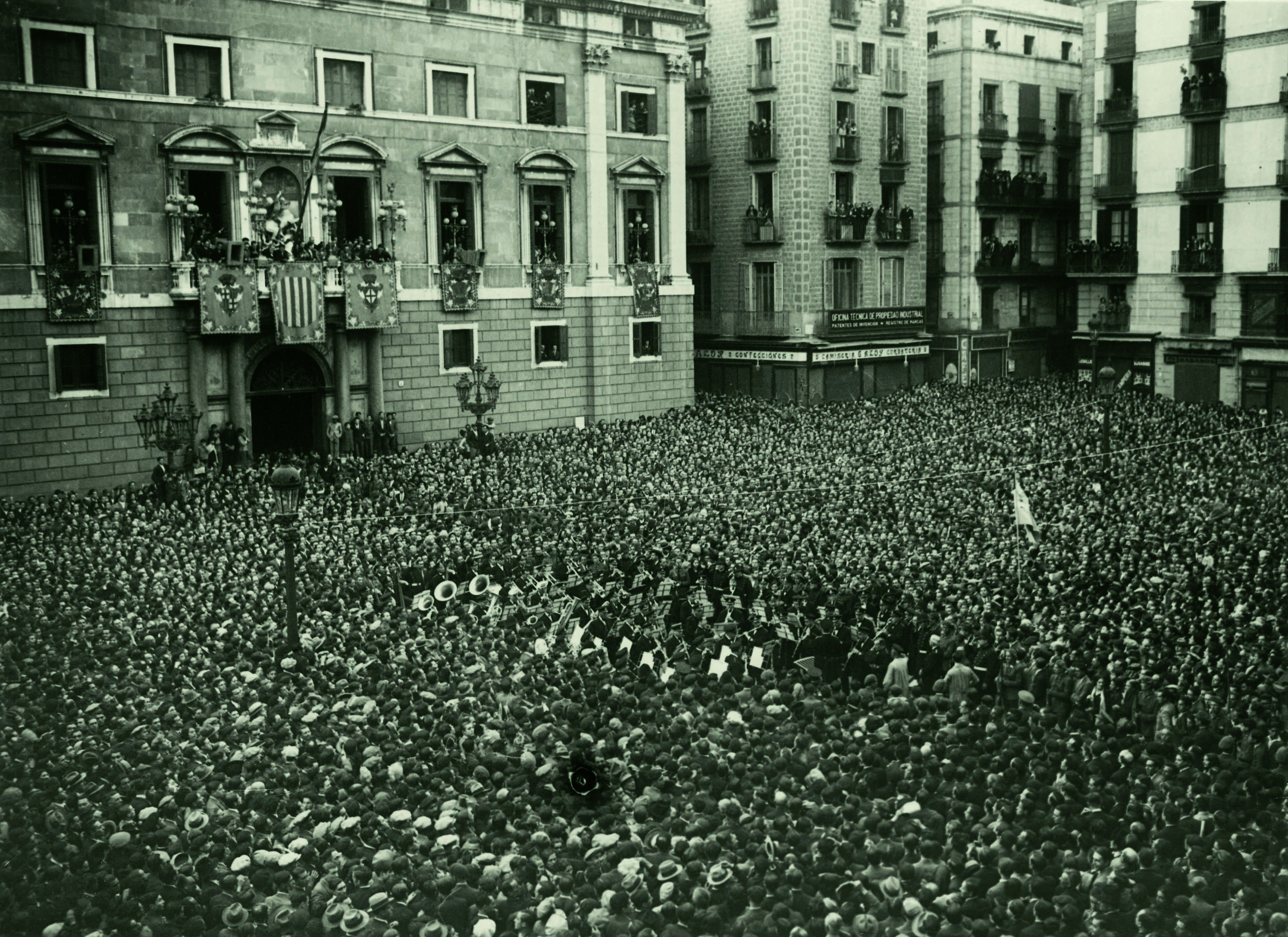
Proclamazione della Seconda Repubblica nella plaça de Sant Jaume, Barcellona.

Dopo il 1917, il regime della Restaurazione entrò in uno stato di crisi, che alla fine portò al colpo di Stato di Miguel Primo de Rivera, Capitano Generale della Catalogna. Primo de Rivera istituì una dittatura con l'approvazione del re Alfonso XIII. Ma la crisi di questa dittatura portò alle dimissioni di Primo de Rivera nel 1930 e rese inevitabile la caduta della monarchia. Il 14 aprile 1931, due giorni dopo una serie di elezioni comunali in cui i repubblicani ottennero una vittoria schiacciante, Alfonso XIII fu mandato in esilio e fu proclamata la Seconda Repubblica spagnola.
La Seconda Repubblica adottò la forma di una repubblica unitaria, consentendo a un gruppo di province di formare regioni autonome, una disposizione che serviva a formare le regioni della Catalogna e dei Paesi Baschi. Il suo primo presidente della Repubblica (capo di Stato) fu Niceto Alcalá-Zamora, del partito Destra Liberale Repubblicana liberale-cattolico.

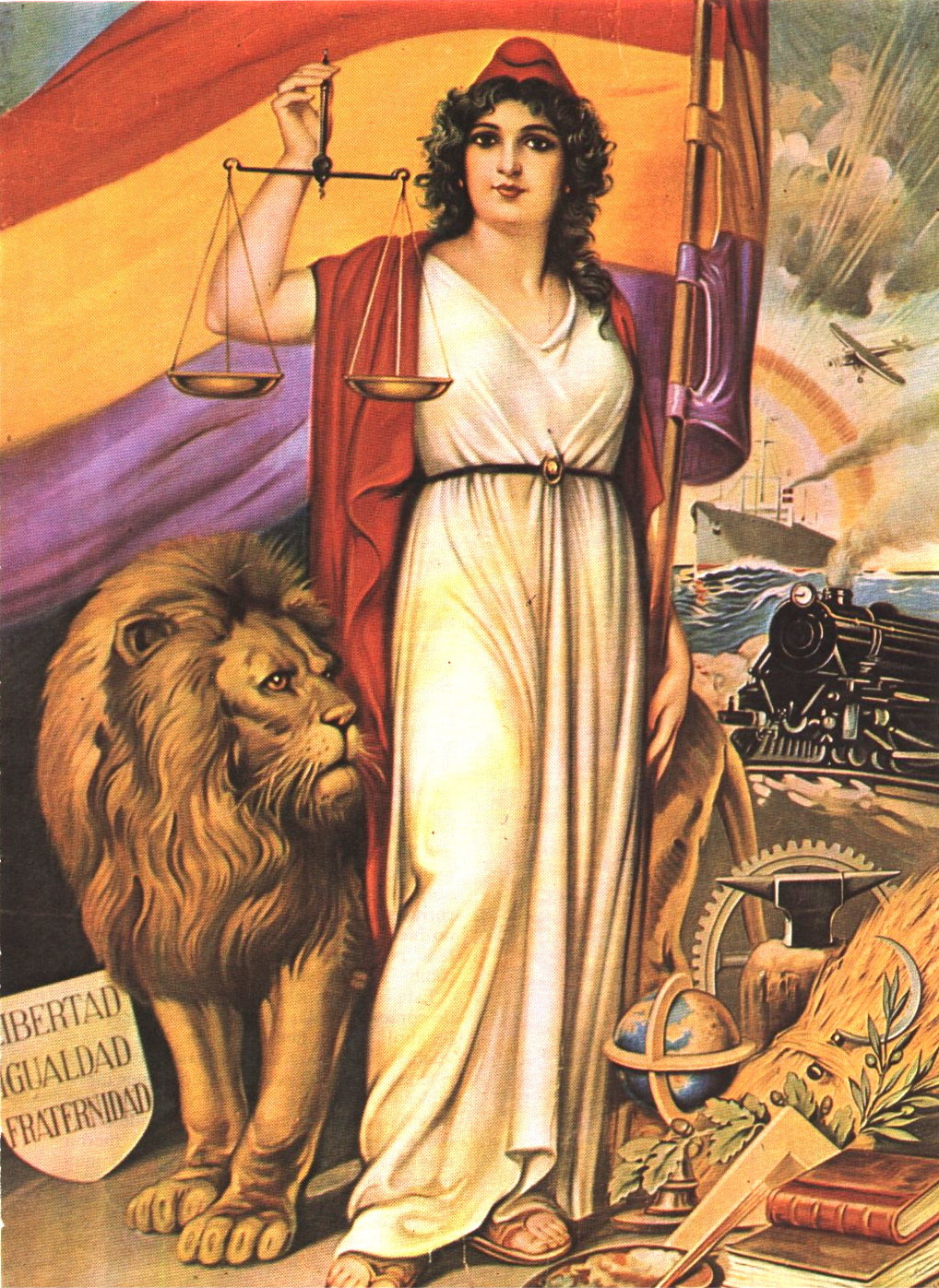
Allegoria della Seconda Repubblica

Dopo la vittoria della coalizione socialista e repubblicana di sinistra alle elezioni del giugno 1931, Manuel Azaña, dell'Azione Repubblicana (in seguito Sinistra Repubblicana) fu eletto presidente del governo. Il governo di Azaña tentò di approvare molte riforme, come la legge sulle riforme agrarie, ed è di conseguenza noto come Bienio Reformista ("Biennio Riformista"). Il 1931 vide anche l'introduzione del completo suffragio universale, per la prima volta nella storia spagnola: in precedenza limitato agli uomini, il diritto di voto era ora esteso alle donne.
La Repubblica dovette presto confrontarsi con la polarizzazione politica dell'epoca, allo stesso tempo in cui le dittature totalitarie stavano aumentando al potere in Europa. L'instabilità politica dell'epoca può essere vista dal fatto che, nel 1932, c'era già stato un colpo fallito guidato dal generale José Sanjurjo.
Le elezioni generali del 1933 videro la nascita della Confederazione Spagnola delle Destre Autonome (Confederación Española de Derechas Autónomas) di José María Gil-Robles y Quiñones, un'organizzazione ombrello di vari partiti conservatori e nazionalisti cattolici. La CEDA emerse come il più grande gruppo parlamentare unico, ma mancava della maggioranza dello stesso. Di conseguenza, Alcalá-Zamora optò per la nomina di un gabinetto composto da vari partiti radicali e liberali di centro-destra guidati da Alejandro Lerroux. Anche questo gabinetto soffrì di una maggioranza troppo ristretta e alla fine Lerroux fu costretto a estendere il suo sostegno includendo diversi ministri della CEDA.
L'inclusione della CEDA, considerata non sincera nel suo sostegno al regime esistente, fu la causa scatenante degli incidenti dell'ottobre 1934. Furono lanciate varie iniziative, che vanno da una dichiarazione di autonomia federale di Lluís Companys, capo del governo della regione catalana, progettata per limitare la capacità della CEDA di intervenire nella regione; uno sciopero generale del movimento socialista, progettato per dissuadere Alcala e Lerroux dall'includere i ministri della CEDA; e una rivolta operaia nella regione settentrionale delle Asturie che univa i rami locali del movimento socialista a quelli del Partito Comunista di Spagna e della Confederación Nacional del Trabajo (Confederazione Nazionale del Lavoro) sindacalista.
La violenta repressione, in particolare nelle Asturie, la soppressione del dominio interno catalano e l'arresto di numerosi esponenti politici di spicco che non erano stati coinvolti nei disordini, provocarono la formazione del Fronte Popolare spagnolo. Esso includeva il movimento socialista (PSOE e UGT), i partiti comunisti PCE e POUM e i partiti repubblicani di sinistra come Sinistra Repubblicana, Unione Repubblicana e Sinistra Repubblicana di Catalogna, nonché diversi partiti politici minori.
Il Fronte Popolare emerse vittorioso nelle elezioni legislative del 1936, formando un governo di partiti repubblicani e elevando Manuel Azaña come capo di Stato.
Il 17 luglio 1936, ci fu una rivolta militare che non riuscì a prendere il controllo del governo ma che, prendendo il controllo di gran parte del Marocco spagnolo, provocò lo scoppio della guerra civile spagnola. Mentre il regime repubblicano fu abbandonato dalle altre democrazie europee e ricevette sostegno militare solo dall'Unione Sovietica, i ribelli nazionalisti furono sostenuti dalla Germania nazista e dall'Italia fascista, il cui sostegno fu fondamentale nella vittoria finale della rivolta nazionalista. La trionfale fazione nazionalista stabilì lo Stato spagnolo che durò fino alla morte di Francisco Franco e alla successiva transizione spagnola verso la democrazia. Inoltre, Emilio Mola, un comandante della rivolta contro la Seconda Repubblica, tentò di stabilire una "dittatura repubblicana" ma nel 1947 Franco stabilì il suo regime autoritario come reggenza per la monarchia e nel 1969 nominò Juan Carlos di Borbone, nipote del cacciato Alfonso XIII, come suo successore e re successivo. Juan Carlos salì al trono dopo la morte del Caudillo nel 1975.

### Esilio e Olocausto
Un governo repubblicano spagnolo in esilio fu istituito a Parigi nell'aprile del 1939. Migliaia di repubblicani fuggirono dal paese in Francia. Molti di loro furono catturati dopo che la Francia fu occupata dalla Germania nazista nel 1940; circa 7 000 morirono nei campi di concentramento, in particolare Mauthausen-Gusen, durante l'Olocausto. Il governo repubblicano in esilio si trasferì a Città del Messico nel 1940, tornando a Parigi nel 1946.

### Transizione alla democrazia
L'opposizione anti-franchista fallì nei tentativi di provocare la caduta della Spagna franchista e, dopo la morte di Franco, fu avviato un processo di negoziazione con il governo che portò alla Transizione spagnola verso la democrazia. Nel 1977, dopo le prime elezioni generali democratiche dagli anni '30, il governo repubblicano in esilio, mantenuto dalla loro sconfitta nella guerra civile, si dissolse e riconobbe ufficialmente la democrazia post-franchista. La Spagna istituì una costituzione con la monarchia parlamentare democratica come forma di governo. La costituzione è stata supportata da UCD, PSOE, PCE, AP, PDPC e UDC-CCC. Durante la stesura della costituzione, UCD, AP e PCE sostennero la monarchia come forma di governo. Il PSOE si astenne su questo punto e appoggiò un emendamento per istituire una repubblica. Tuttavia, negli anni '80, il Partito Comunista (PCE) e la sua coalizione La Sinistra unitaria ripresero a sostenere la Terza Repubblica spagnola. Ci sono anche altri partiti regionali che sostengono il repubblicanesimo.
Nel 2018, il parlamento catalano approvò una mozione che condannava re Filippo VI per il suo ruolo nella crisi catalana e chiedeva l'abolizione della monarchia.

## Opinione pubblica
Il Centro de Investigaciones Sociológicas ("CSI"), gestito dal governo spagnolo, non ha condotto alcun sondaggio in cui agli intervistati è stata chiesta la preferenza sul sistema di governo, monarchia o repubblica. Tuttavia, la CSI ha pubblicato sondaggi sul "valore" che gli intervistati attribuiscono alla monarchia e l'agenzia ha pubblicato occasionalmente domande sull'attuale monarca, osservando un progressivo declino nel sostegno alla monarchia. Infatti, sebbene la monarchia sia stata normalmente una delle istituzioni più apprezzate, gli studi hanno dimostrato che la monarchia ha subito gravi perdite di fiducia del pubblico, più di qualsiasi altra istituzione governativa, in particolare tra i giovani di età compresa tra 18 e 24 anni, che hanno espresso opinioni negative al riguardo più volte negli studi CIS dal 2006. Per la prima volta nel 2011, la maggioranza della popolazione ha dichiarato di non sostenere l'attuale monarchia. Tuttavia, la CSI ha cessato di esaminare le opinioni sulla monarchia dopo l'aprile 2015, quando gli intervistati le hanno assegnato un punteggio medio di 4,34 su 10. Uno studio pubblicato il 24 giugno 2004, ha persino prodotto il risultato del 55% degli spagnoli che concordano ("más bien de acuerdo") con l'affermazione che "la monarchia ha superato la sua accoglienza". Nel 2016, è stato rivelato che durante un'intervista del 1995, Adolfo Suárez aveva confessato di aver incluso la parola "Re" nel referendum costituzionale del 1977 al fine di evitare un referendum istituzionale, poiché i sondaggi segreti commissionati dallo Stato non avevano prodotto un risultato favorevole per l'opzione monarchica ai tempi. I giornali spagnoli pubblicano anche sporadicamente sondaggi e sondaggi d'opinione con domande relative alla monarchia e agli intervistati affiliati politici come monarchici o repubblicani, tra le altre opzioni, con risultati genericamente a favore della monarchia:
| Data              | Sondaggio | Repubblicano (%) | Più repubblicano che monarchico (%) | Indifferente, "Non sa," & "Non risponde" (%) | Juancarlista (%) | Più monarchico che repubblicano (%) | Monarchico (%) |
| ----------------- | --- | ---------------- | ----------------------------------- | -------------------------------------------- | ---------------- | ----------------------------------- | -------------- |
| 7 ottobre 1996    | Instituto Opina per La Vanguardia | 9.7%             | 6.2%                                | 37.2%                                        | -                | 11.2%                               | 35.7%          |
| novembre 1996     | Metroscopia | 13%              | -                                   | 21%                                          | -                | -                                   | 66%            |
| 1997              | Metroscopia | 15%              | -                                   | 20%                                          | -                | -                                   | 65%            |
| 1998              | Metroscopia | 11%              | -                                   | 17%                                          | -                | -                                   | 72%            |
| 20 novembre 2000  | Sigma Dos per El Mundo | 15.9%            | -                                   | 41.1%                                        | -                | -                                   | 43%            |
| 20 novembre 2005  | Sigma Dos per El Mundo | 23.5%            | -                                   | More than 38%                                | -                | -                                   | 38%            |
| 28 settembre 2006 | Instituto Opina per Cadena SER | 25%              | -                                   | 10%                                          | -                | -                                   | 65%            |
| 6 ottobre 2007    | Gabinete de Estudios Sociales y Opinión Pública (Gesop) per Época                                                                                    | 24.8%            | -                                   | -                                            | -                | -                                   | 50.6%          |
| 11 ottobre 2007   | Metroscopia per la Fundación Toledo | 22%              | -                                   | 9%                                           | -                | -                                   | 69%            |
| 5 gennaio 2008    | Sigma Dos per El Mundo | 12.8%            | -                                   | 39.9%                                        | 14.6%            | -                                   | 28.5%          |
| 15 agosto 2008    | Sigma Dos per El Mundo | 16.2%            | -                                   | 57.9%                                        | 7%               | -                                   | 15.7%          |
| 6 dicembre 2009   | Metroscopia per El País | 25%              | -                                   | -                                            | -                | -                                   | 66%            |
| 31 ottobre 2010   | http://www.lavanguardia.es/ciudadanos/noticias/20101031/54063139223/un-57-de-los-espanoles-prefiere-la-monarquia-a-la-republica-segun-un-sondeo.html | 26%              | -                                   | -                                            | -                | -                                   | 57%            |
| 7 novembre 2010   | Metroscopia per El País | 35%              | -                                   | 8%                                           | -                | -                                   | 57%            |
| 14 aprile 2011    | Metroscopia per El País | 39%              | -                                   | 10%                                          | -                | -                                   | 48%            |
| 20 giugno 2011    | Invymark per La Sexta | 36.8%            | -                                   | 21.1%                                        | -                | -                                   | 42.1%          |
| 12 dicembre 2011  | Invymark per La Sexta | 37%              | -                                   | 3.7%                                         | -                | -                                   | 59.3%          |
| 18 dicembre 2011  | Metroscopia per El País | 37%              | -                                   | 14%                                          | -                | -                                   | 49%            |
| 2 gennaio 2012    | Sigma Dos per El Mundo | 33%              | -                                   | -                                            | -                | -                                   | 60%            |
| 22 aprile 2012    | NC Report per La Razón | 35.5%            | -                                   | 15.9%                                        | -                | -                                   | 48.5%          |
| 23 aprile 2012    | Invymark per La Sexta | 34%              | -                                   | 8.1%                                         | -                | -                                   | 57.9%          |
| 3 gennaio 2013    | Sigma Dos per El Mundo | 41%              | -                                   | 5.2%                                         | -                | -                                   | 53.8%          |
| 14 aprile 2013    | per La Razón | -                | -                                   | -                                            | -                | -                                   | 63.5%          |
| 5 gennaio 2014    | Sigma Dos per El Mundo | 43.3%            | -                                   | 6.8%                                         | -                | -                                   | 49.9%          |
| 6 gennaio 2014    | Invymark Archiviato il 10 giugno 2014 in Internet Archive. per La Sexta                                                                              | 36.3%            | -                                   | 10.6%                                        | -                | -                                   | 53.1%          |
| 6 giugno 2014     | Metroscopia per El País | 36%              | -                                   | -                                            | -                | -                                   | 49%            |
| 7 giugno 2014     | per antena 3 | 35.5%            | -                                   | -                                            | -                | -                                   | 60.03%         |
| 7 giugno 2014     | Sigma Dos per El Mundo | 35.6%            | -                                   | 8.6%                                         | -                | -                                   | 55.7%          |
| 23 giugno 2014    | per La Razón | 28.3%            | -                                   | 14%                                          | -                | -                                   | 57.6%          |
| 14 giugno 2015    | Sigma Dos per El Mundo | 33.7%            | -                                   | 4.8%                                         | -                | -                                   | 61.5%          |
| maggio 2018       | Ipsos | 37%              | -                                   | 40%                                          | -                | -                                   | 24%            |
| 25 luglio 2018    | Electomania e CTXT | 47.4%            | -                                   | 2.7%                                         | -                | -                                   | 49.9%          |
| 10 ottobre 2018   | Electomania Archiviato il 7 aprile 2020 in Internet Archive.                                                                                         | 45.6%            | -                                   | 6.3%                                         | -                | -                                   | 48.1%          |
| luglio 2018       | Podemos | 46%              | -                                   | 27.2%                                        | -                | -                                   | 26.8%          |
| giugno 2019       | IMOP Insights per El Confidencial | 46.1%            | -                                   | 3.1%                                         | -                | -                                   | 50.8%          |
| giugno 2022       | El Confidencial | 39%              |                                     | 5%                                           |                  |                                     | 38.9%          |

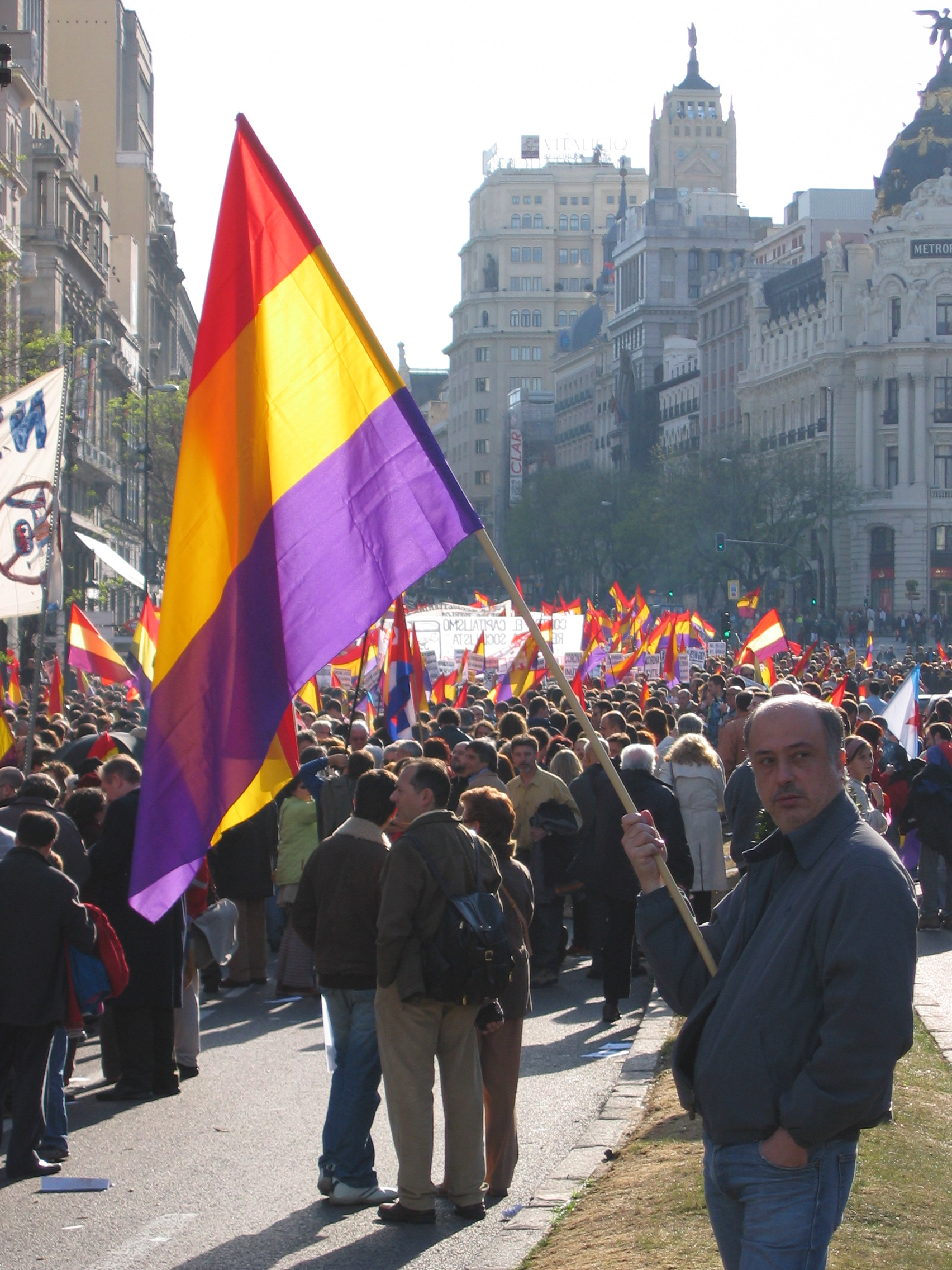
Manifestazione a Madrid nel 2006 per la proclamazione della Terza Repubblica Spagnola

Dopo il 2005, i sondaggi hanno misurato un più ampio sostegno al repubblicanesimo tra i giovani spagnoli, con più di 18-29enni che si identificano come repubblicani rispetto a quelli che si identificano come monarchici, secondo El Mundo. Nonostante ciò, alcuni sondaggi mostrano l'opinione pubblica a favore della monarchia e, secondo un sondaggio El Mundo dell'agosto 2008, il 47,9% degli spagnoli avrebbe voluto eleggere democraticamente il re Juan Carlos, e il 42,3% degli intervistati pensava che la successione del suo erede il principe Filippo dovrebbe essere messo a plebiscito. Secondo la sezione "Publicscopio" del quotidiano Público nel dicembre 2009, il 61% degli intervistati era favorevole alla modifica della Costituzione spagnola per consentire al popolo spagnolo di decidere tra una monarchia e una repubblica un numero che è aumentato di 3% rispetto ai dati raccolti l'anno prima dallo stesso giornale. Secondo un sondaggio del 2012 condotto da Gallup, il 54% degli spagnoli era a favore di un referendum per scegliere la forma di governo (monarchia o repubblica) e il sostegno è stato sempre trovato ancora più elevato quando si effettuavano indagini su gruppi di età più giovane (il sostegno era del 73,1% tra Dai 18 ai 24 anni, ma solo il 34,5% per quelli sopra i 65 anni). Il sostegno a tale referendum è anche più elevato tra i gruppi più istruiti della popolazione, gli elettori nei partiti politici di sinistra e tra i membri delle classi medio-alte. Nel 2013, a seguito dell'accusa della principessa Cristina nello scandalo di Nóos, il sostegno repubblicano ha iniziato ad aumentare più che mai.
Quando Juan Carlos annunciò la sua abdicazione il 2 giugno 2014, migliaia di manifestanti scesero nelle piazze di diverse città spagnole chiedendo un referendum sul proseguimento della monarchia. Indagini successive hanno mostrato che l'abdicazione ha migliorato l'immagine della Corona grazie a un'immagine positiva del nuovo re, Filippo VI.
In un sondaggio di El Confidencial di giugno 2022, il 38,9% degli spagnoli non contempla l'idea di cambiare forma istituzionale, mentre un 39% ha dichiarato di volere la Repubblica, un altro 7,9% è favorevole a questa opzione ma non la ritiene urgente, mentre il 9,2% sceglierebbe in base alle azioni della Corona; infine, un 5% non ha saputo rispondere alla questione. Il sondaggio ha rivelato anche i dati dei profili dei monarchici e dei repubblicani spagnoli: i primi hanno solitamente più di 45 anni, vivono a Madrid, in Andalusia e nella Comunità Valenciana e in altre comunità autonome di piccole dimensioni, e votano Partito Popolare, Vox o Ciudadanos; i secondi hanno spesso meno di 45 anni, vivono in comunità autonome con un forte e storico sentimento separatista come Catalogna e Paesi Baschi, votano partiti di sinistra radicale, Podemos o partiti indipendentisti. In un'altra domanda del sondaggio è stato chiesto se in caso di abolizione della monarchia i principali problemi del paese migliorerebbero e il 23,5% ha risposto di sì, il 48,6% ha risposto che non cambierebbe nulla e il 27,9% ha risposto che peggiorerebbero. Alla domanda se gli spagnoli vedranno salire al trono la primogenita di Filippo VI e Letizia, Leonor, il 74,8% ritiene di sì  Un altro sondaggio di ABC ha rivelato che 3 spagnoli su 4 credono che la principessa Leonor sarà sicuramente regina. La monarchia ha recuperato i sostegni col 54% degli spagnoli che ritiene che Filippo VI in dieci anni di regno abbia rafforzato la Corona rispetto al padre Juan Carlos.

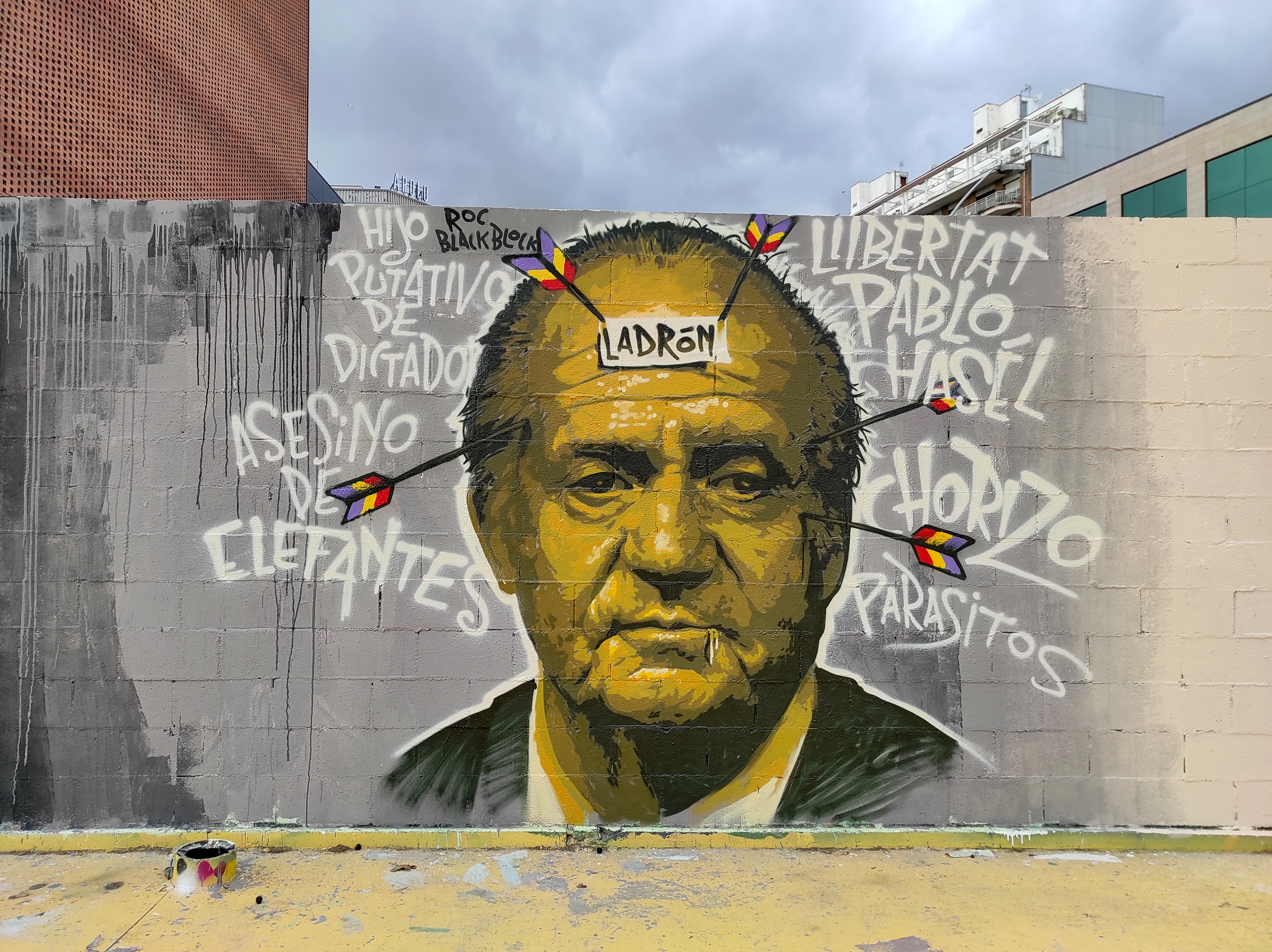
Murale repubblicano a Barcellona contro l'ex re Juan Carlos

## Posizioni dei partiti politici
- Il Partito Socialista Operaio Spagnolo (PSOE) è il principale partito politico spagnolo di centrosinistra e quello che ha trascorso la maggior parte degli anni al governo dalla Transizione (1982-1996, 2004-2011, 2018-oggi). Dall'approvazione della Costituzione, il partito mantiene una posizione di limitato intervento nel dibattito tra repubblica e monarchia, fornendo un certo sostegno alla monarchia e allo stesso tempo molti membri di base si identificano come repubblicani. Negli ultimi anni la monarchia e il suo ruolo sono stati elogiati dal PSOE.[22][23][24] Tuttavia, l'ala giovanile del PSOE, la Gioventù Socialista Spagnola (Joventud Socialista Española, JSE), sostiene apertamente l'istituzione di una repubblica,[25] e nelle sue risoluzioni del 37º Congresso (2004-2008), il PSOE si è dichiarato a sostegno di un "repubblicanesimo civico".[26] Le menzioni del repubblicanesimo sono scomparse nelle risoluzioni del 38º Congresso a causa del conflitto interno su questa posizione. L'attuale leader socialista e Presidente del Governo di Spagna Pedro Sánchez, che si identifica come repubblicano,[27] ha affermato più di una volta che "Il PSOE è un partito repubblicano, ma costituzionale"[28] e "Noi repubblicani ci sentiamo ben rappresentati in questa monarchia parlamentare che abbiamo".[29] Nel 39º Congresso del PSOE, la squadra di Pedro Sánchez ha negoziato il ritiro di un emendamento della gioventù socialista che chiedeva "di impiantare la repubblica come modello dello Stato attraverso una riforma costituzionale e la convocazione di un referendum". L'emendamento è stato ritirato e la risoluzione ha infine dichiarato che "il PSOE ha una propria concezione del modello statale e della forma di governo verso cui vuole avanzare, rafforzando i valori repubblicani e promuovendo un modello federale".[30]

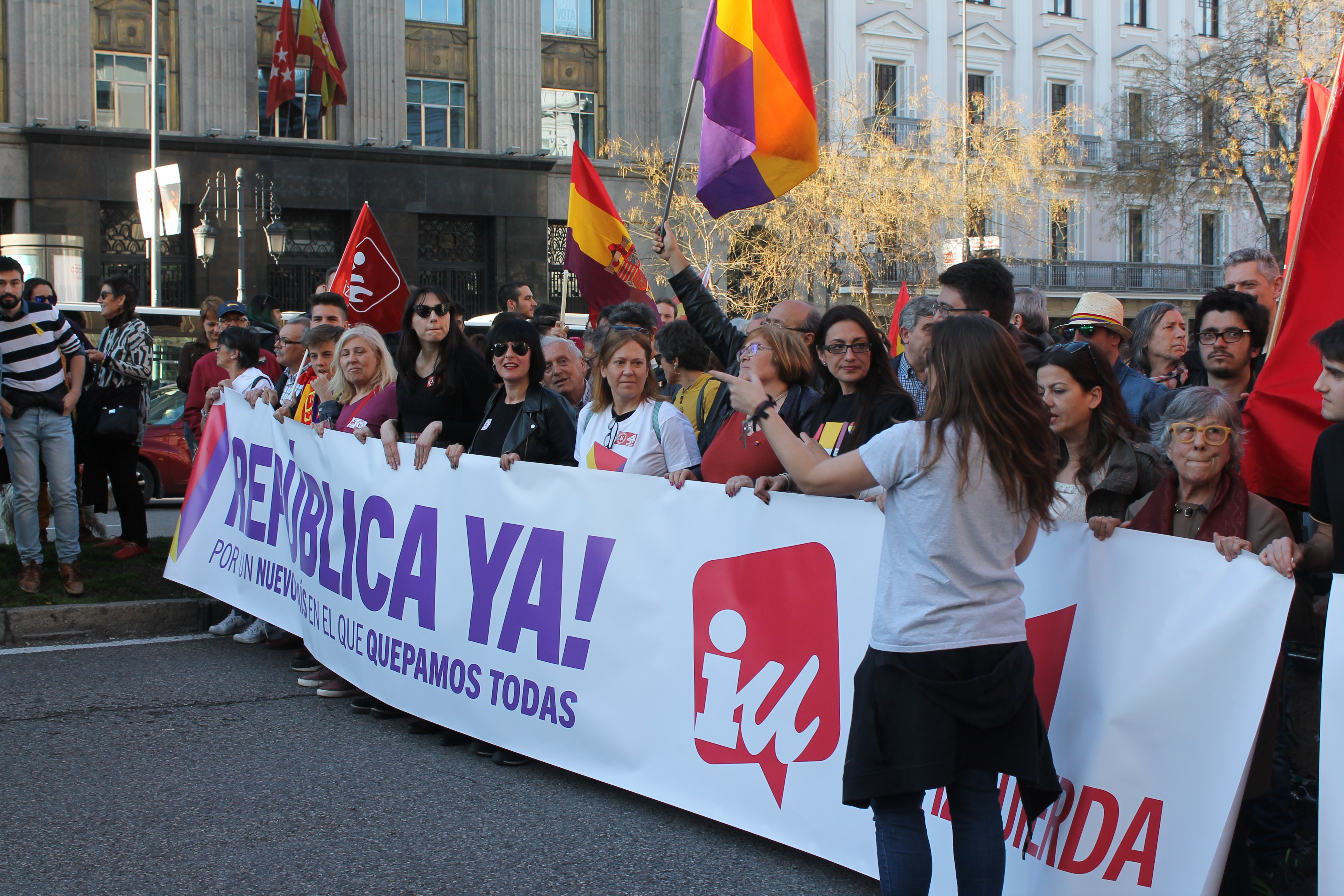
Politici di IU che guidano una marcia durante la manifestazione repubblicana del 14 aprile 2018 a Madrid.

- Il Partito Popolare conservatore (PP) sostiene fortemente l'attuale forma di governo.[31] Il partito predecessore, AP, sostenne la monarchia come forma di governo durante la stesura della Costituzione del 1978.
- Il partito di estrema destra Vox sostiene la monarchia. Tuttavia, il suo leader Santiago Abascal ha difeso che "la Spagna, la sua sovranità e la sua unità sono al di sopra della monarchia, della Repubblica, della Costituzione e della democrazia", suggerendo un sostegno condizionale alla Corona.[32]
- Podemos, Sinistra Unita (IU) ed Equo sono gli unici partiti a livello nazionale con rappresentanza parlamentare che invocano apertamente la creazione di una repubblica.[senza fonte]
  - Podemos sostiene una repubblica[33][33] e ha dichiarato che offrirà alla Spagna un referendum sull'opportunità o meno di abolire la monarchia in caso di governo.[34] L'attuale leader, Pablo Iglesias, ha affermato di non sostenere il passaggio a una repubblica presidenziale, ma di mantenere la democrazia parlamentare.[35]
  - Sinistra Unita (UI) è una federazione di partiti e organizzazioni di sinistra dominati dal Partito Comunista di Spagna (PCE). IU afferma che la sua missione è "trasformare gradualmente il sistema economico, sociale e politico capitalista in un sistema socialista democratico, fondato sui principi di giustizia, uguaglianza sociale, solidarietà, rispetto della natura e organizzato in conformità con un federale e repubblicano "stato dei diritti".[36] IU e il PCE sostengono l'istituzione di una Terza Repubblica spagnola.[37][38]
  - Equo è un partito eco-socialista verde. Equo sostiene uno "stato federale, secolare e repubblicano".[39]
- Ciudadanos, di centro, non ha una posizione definita rispetto alla forma di governo, ma il partito ha elogiato la monarchia e il suo ruolo. L'ex leader, Albert Rivera, ha dichiarato di non definirsi monarchico.

## Procedura costituzionale per stabilire una repubblica
Il titolo X della Costituzione spagnola stabilisce che l'approvazione di una nuova Costituzione o l'approvazione di qualsiasi modifica costituzionale riguardante il titolo preliminare o la sezione I del capitolo II del titolo I (sui diritti fondamentali e le libertà pubbliche) o il titolo II (sulla Corona), le cosiddette "disposizioni protette", sono soggette a un processo speciale che richiede:
1. che i due terzi di ciascuna Camera approvino l'emendamento,
2. che le elezioni siano convocate subito dopo,
3. che i due terzi di ciascuna nuova Camera approvino l'emendamento e
4. che l'emendamento sia approvato dal popolo in un referendum.